# Аменонухоко

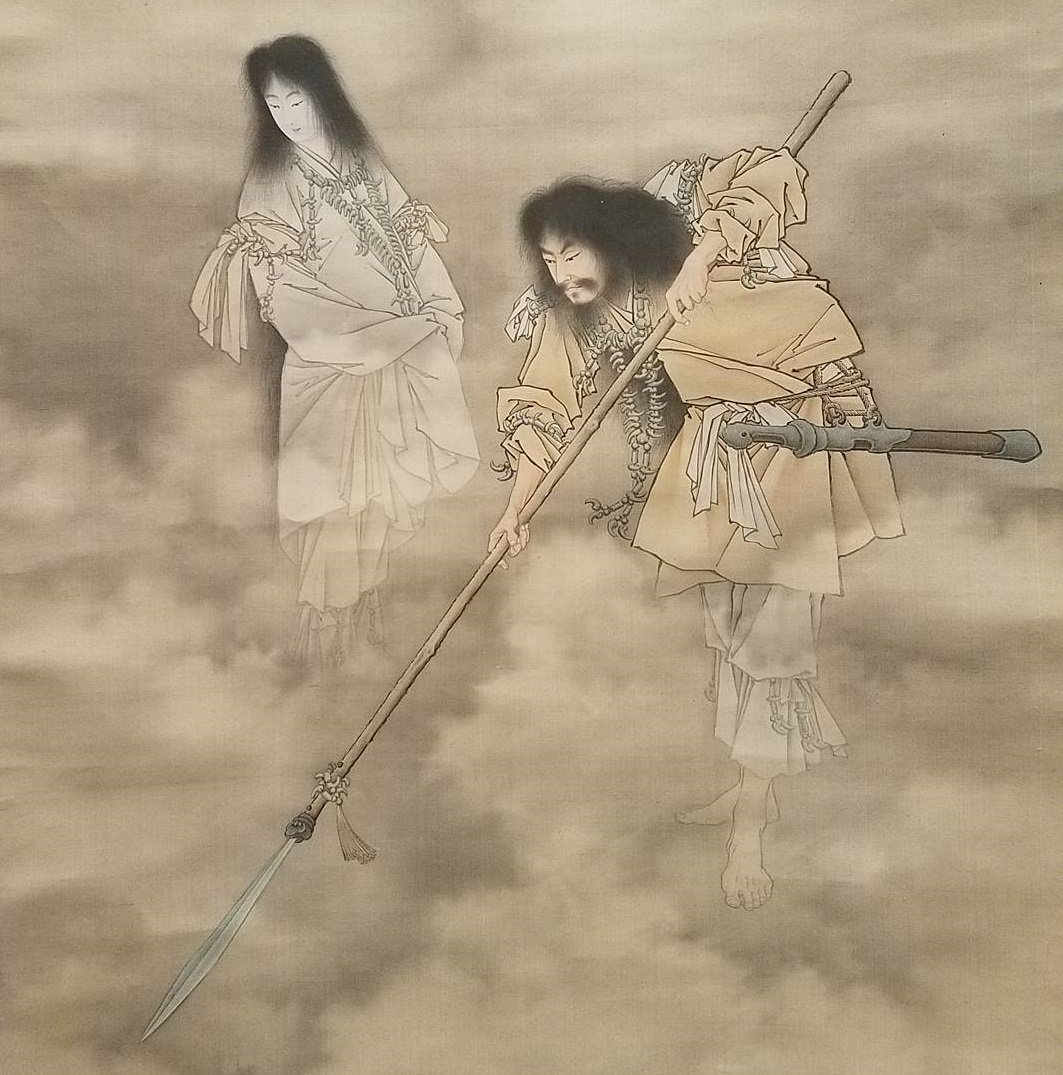
Аменонухоко

Аменонухоко (яп. 天沼矛 Аме-но-нухоко, «небесное копье») в японской мифологии — копье, с помощью которого была создана первая земля. Согласно японской мифологии, это копье было даровано Идзанаги и Идзанами, чтобы создать первую землю.

## Создание первой земли
После получения копья от первого поколения богов, Идзанаги и Идзанами отправились на мост между небом и землей, Аме-но-укихаши (яп. 天之浮橋, «плавающий мост небес») и окунули копье в океан. Когда с копья упали капли соленой воды, был создан остров Оногоросима. Спустившись на остров, Идзанаги и Идзанами исполнили брачный танец, в результате чего на свет появился весь Японский архипелаг.